# وهم القطب المخطط

مثال عن حركة وهم القطب المخطط، الخطوط تنجرف نحو الأسفل واليمين بدرجة 45 بينما هي في الحقيقة الحركة نحو اليمين فقط.

وهم القطب المخطط (بالإنجليزية:  barber pole)‏: وهو وهم بصري يكشف عن الانحياز في معالجة الحركة البصرية في الدماغ البشري، يحدث عندما يتم تدوير القطب المخطط قطرياً حول المحور العمودي فتبدو وكأن الخطوط تتحرك باتجاه الإحداثيات الشاقولية.